# لیزا فرانکتی
لیزا فرانکِتی (انگلیسی: Lisa Franchetti؛ زادهٔ ۱۹۶۴) دریابُد نیروی دریایی ایالات متحده است که از ۲ سپتامبر ۲۰۲۲ به عنوان چهل و دومین معاون عملیات نیروی دریایی خدمت می‌کند. او نخستین زنی است که به عضویت ستاد کل ارتش ایالات متحده می‌رسد. فرانکتی ۳۸ سال تجربه در نیروی دریایی آمریکا دارد. او دومین زنی در نیروی دریایی ایالات متحده است که به درجهٔ دریابُدی (امیریِ چهارستارهٔ نیروی دریایی) ترفیع یافته است.

## اوایل زندگی
فرانکتی در سال ۱۹۶۴ در راچِستِر، نیویورک به دنیا آمد. او در مدرسه روزنامه‌نگاری مدیل دانشگاه نورث وسترن در اِوانستون، ایلینوی تحصیل کرد و مدرک لیسانس در روزنامه‌نگاری و کسب افتخارات دپارتمان در تاریخ را دریافت کرد. زمانی که در نورث وسترن بود، به برنامهٔ آموزشِ افسرانِ رزروِ نیروی دریایی پیوست و در سال ۱۹۸۵ شروع به خدمت کرد.